# Uppsala
Uppsala je grad u Švedskoj, u pokrajini Uppland i glavni grad županije Uppsala län. Smještena je 70 km sjeverno od glavnog grada Stockholma. Imala je oko 140 tisuća stanovnika 2010., čime je bila četvrti grad po stanovništvu u Švedskoj, nakon Stockholma, Göteborga i Malmöa.  U Uppsali postoji najstarije sveučilište u Skandinaviji, koje je osnovano 1477. godine. Uppsala je također središte Švedske crkve od 1164. godine i ima najveću katedralu u Skandinaviji.
U Uppsali djeluje Kraljevsko znanstveno društvo.

## Poznate osobe
- Anders Celsius, švedski znanstvenik
- Per Magnus Herman Schultz, švedski znanstvenik
- Hans Blix, švedski političar
- Ingmar Bergman, švedski filmski i kazališni redatelj